# ثؤلول
الثؤلول أو عين السمكة أو السنطة أو تالولة[بحاجة لمصدر] أو ثالول أو سالول حسب العامية العربية هو مرض جلدي عبارة عن أورام جلدية حميدة ومعدية تصيب طبقات الجلد العليا، وهي تحدث بسبب الإصابة بفيروس الورم الحليمي واختصاره فيروس الورم الحليمي البشري وهو فيروس الورم الحليمي البشري، ويوجد من ذلك الفيروس 130 نوعا معروفا معظمهم يسببون ثآليل جلدية شائعة، وهو عبارة عن نتوء خشن الملمس وصلب ينمو على سطح الجلد ويظهر بعدة أشكال وأحجام وأعداد وغالبا ما يكون بنفس لون الجلد، وينمو مرض عين السمكة على شكل كتل تشبه القنبيط الصغير وهو يصيب جميع الأعمار والأجناس وهي شائعة بين طلاب المدارس وتبلغ مدة الحضانة للفيروس ما بين الشهر والسنة بمعدل شهرين أو ثلاثة واسم عين السمكة هو مجرد اسم 'عامى' وهو الأكثر انتشارا لهذا المرض ولكن اسمه العلمى باللغة العربية هو الثآليل واسمه العلمى باللغة الإنجليزية هو Warts، وعين السمكة (الثآليل Warts) لها أنواع كثيرة يمكن أن تصل إلى 70 نوعا.

## أنواعه

### الثّؤلول المألوف
ورم جلدي ناتئ خشن الملمس حميد (لايتحوّل أبدا إلى ورم سرطاني)، يصيب خاصّة الأطفال بكثرة لضعف مناعتهم، والبالغين المرضى ذوي نقص مناعي.. يمتاز بكثرة عدواه ممّا يضطرّ إلى إزالته (إزالته غير لازمة، لتطوّره من تلقاء نفسه إلى زوال، على العكس الإبقاء عليه أحسن إذ يقوّي المناعة ضدّ الـفيروس نزيله بموادّ صاقلة، أو بتخثيره كهربائيا أو بحرقه بالآزوت السّائل (مع الحذر من إصابة منابت الأظفار-الأظفار موطنه المفضّل-)، أو بحرقه بأشعّة الـلاّزر (يممنع حرقه بموجات الرّاديو مخافة تحوّله إلى ورم سرطاني).

### ثؤلول أخمص القدم
ورم جلدي حميد، مؤلم لتوضّعه في مكان الضّغط، جدّ معدي ينتقل عبر الأقدام العارية (وخاصّة المشي حافي القدمين على جوانب المسبح)، يُزال بنفس العلاج السّابق.

### الثّآليل المسطّحة
وتهمّ بالأخصّ الوجه، تمتاز بصعوبة علاجها، قد نخطئ ونعتبرها نتوءات زهمية لكن هذه لا علاقة لها بالـڤيروس، تنتج عن خلل في توضّع مادّة القرتين، أو نعتبرها خيلان لكن الثّآليل المسطّحة لا تتحوّل أبدا إلى أورام سرطانية.
تتميز بسطح ناعم ولون قريب من لون الجسم وهي تصيب الوجه والرقبة، وقد تأتى على مكان جرب أو حرق أو على شكل خط وهو ما يعرف بظاهرة كوبنر ويكون انتشارها مفاجئا وسريعا.

### الثآليل الشائعة
وهي توجد غالبا لدى الأطفال، وهي عبارة عن أورام جلدية حميدة ذات لون لحمى وسطح خشن، كما أنها تصيب ظهر الأيدى والأرجل وهي الأكثر شيوعا وانتشارا.

### الثآليل المخاطية
ولها عدة أشكال منها المفردة والتي تصيب اللسان وباطن الخدين والشفاه والمنتثرة وتسمى بالورم الحليمى الفموى، وتظهر على شكل حطاطات صغيره ثؤلولية لونها يميل إلى البياض وتنتشر داخل الفم.

### ثآليل باطن اليد والأرجل
وهي تظهر على شكل حبيبات ونتوئات في أخمص القدم وغالبا ما يصاحبها ألم.

### ثآليل المناطق التناسلية
تصيب الأعضاء التناسلية لدى الرجال والنساء وتظهر على شكل تجمعات جلدية ناعمة الملمس، وذات لون زهرى وهي تنتقل بالاتصال الجنسى.

## أسبابه
يُعتبر فيروس الورم الحليمي البشري سبب تكوّن الثآليل، حيث يؤدي إصابة الخلايا الكيراتينية في الجلد بهذا الفيروس إلى نمو حميد لهم، مسبباً تغلّظ للطبقة المتقرنة والشائكة من البشرة. ينتقل هذا الفيروس من شخص لآخر عبر التلامس الجلدي المباشر أو لمس سطح تعرض مُسبقاً لثؤلول. الجروح الجلدية تسهّل عملية الانتقال، كما إن المصاب قد ينقل العدوى من مكان لآخر في جسمه باللمس.

## الوقاية منه
الإجراءات الوقائية من المرض تشمل ارتداء ملابس واقية كالأحذية والنعل في الأماكن العامة، خاصةً المسابح وغرف التبديل، وعدم لمس ثآليل شخص مصاب.
تم تطوير لقاح ضد فيروس الورم الحليمي يحمي من الإصابة من بعض أنواعه (16 و 18)، كالتي تسبب سرطان عنق الرحم والثآليل التناسلية، لكنه لا يحمي من ثآليل القدم.

## علاجه

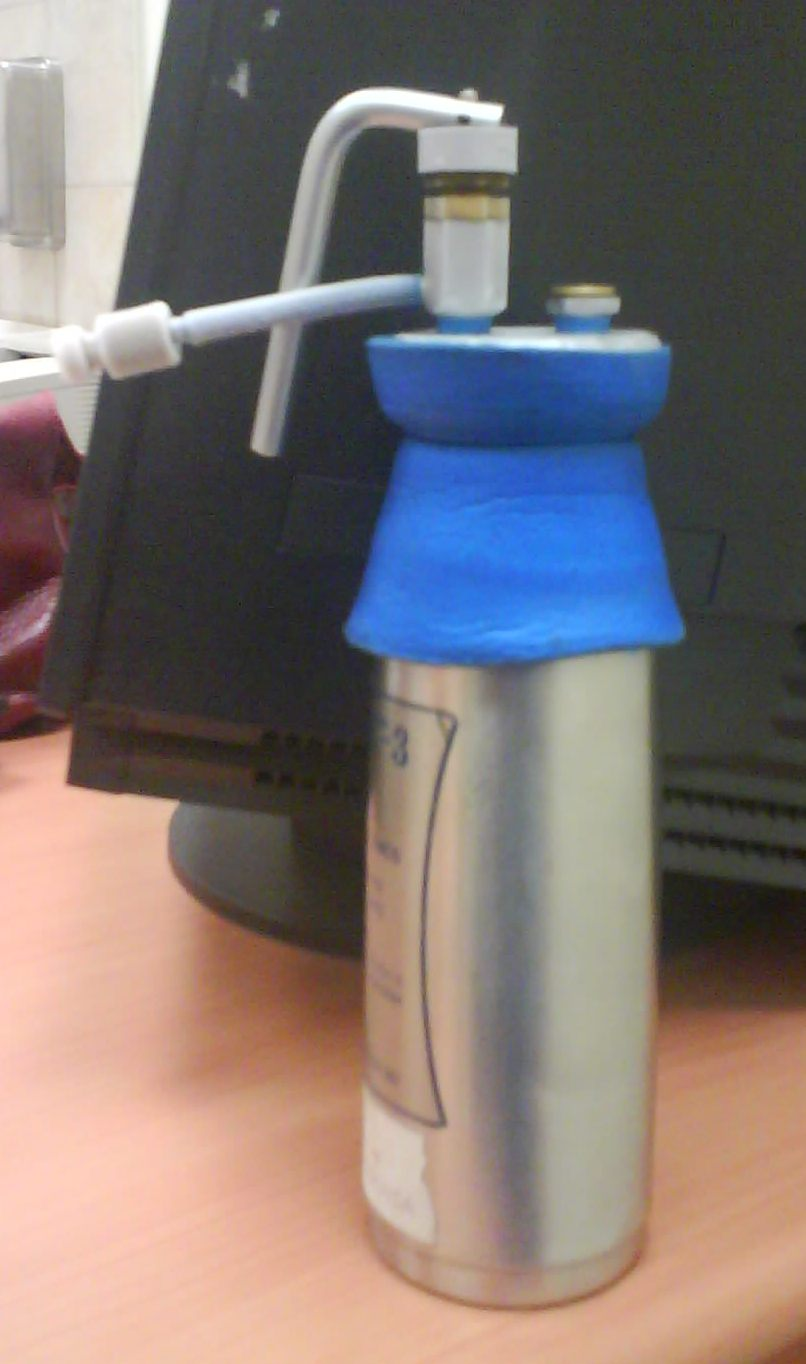
قارورة بخاخ نيتروجين سائل

ويمكن علاجه باستخدام بلاستر يحتوي على 40% حمض الساليسيليك، يوضع هذا البلاستر عليه، ثم توضع ضمادة عليه لتثبيته، وتترك من يومين إلى ثلاث أيام، يتم بعدها إزالة البلاستر، ثم المكان المصاب في ماء دافئ لمدة ربع ساعة، حتى يمكن إزالة الجلد الأبيض المتكون مكان البلاستر، وذلك عن طريق مبرد أو حجر قدم.
ويمكن علاجه أيضا باستخدام النيتروجين السائل لتبريد مكان الإصابة.